# Chasing 3000
Chasing 3000 es una película de 2008 dirigida por Gregory J. Lanesey. Sus guionistas son Bill Mikita y Cris D'Annunzio. En ella dos hermanos viajan a través del país para ver a su héroe, Roberto Clemente, tener su hit número 3000. Su lanzamiento en Estados Unidos tuvo lugar el 8 de abril de 2008.

## Reparto
- Trevor Morgan.
- Rory Culkin.
- Ray Liotta.
- Keith David.
- Lauren Holly.
- Zakk Wylde.
- Tania Raymonde.
- Willa Holland.
- Kevin Gage.